# Ștefan Zăvoianu
Ștefan Zăvoianu (n. 1882 – d. 28 iulie 1941, Valea Piersicilor, Jilava)  a fost un militar român, fost Cavaler al Ordinului Mihai Viteazul pentru fapte de arme în primul război mondial, eliberat cu gradul de colonel apoi, degradat, ziarist, fondator și proprietar al ziarului „Dacia”, înființat în 1919 și politician de extremă dreaptă (în decembrie 1937 a fost ales senator pe listele partidului legionar Totul pentru Țară).
Numit de Horia Sima Prefect al Poliției capitalei, a organizat și condus Masacrul de la Jilava din noaptea de 26 spre 27 noiembrie 1940 când, în fruntea unui grup de legionari, a asasinat 64 de foști demnitari și ofițeri români. Judecat de un tribunal militar, a fost degradat, condamnat la moarte și executat la 28 iulie 1941, în Valea Piersicilor, situată la sud-est de penitenciarul Jilava (la acea vreme Închisoarea Militară Jilava).

## Cariera
În 1934, Zăvoianu îl ascunde pe Corneliu Zelea Codreanu în casa lui când acesta era căutat de poliție. În 1938 i se fixează domiciliu forțat la Miercurea Ciuc. În anul 1940, pe timpul scurtei colaborări a Mișcării Legionare aflată sub comanda lui Horia Sima, cu Carol al II-lea, Ștefan Zăvoianu a inițiat constituirea Forului Legionar.
La 5 octombrie 1940, Zăvoianu este numit de Horia Sima și de generalul Constantin Petrovicescu, ministrul de interne în guvernul Antonescu-Sima (în timpul Statului Național-Legionar), Prefect al Poliției capitalei și comandant al Poliției legionare din București.

#### Poliția legionară
Deși poliția era inundată de legionari și simpatizanți-legionari, aceștia o antipatizau pentru că participase - adesea, cu exces de zel - la activități antilegionare în perioada carlistă. Prin urmare, Sima și Petrovicescu au decis constituirea unui corp de poliție auxiliară, numită „Poliția legionară”. Ion Antonescu a intuit avantajele pe care le putea avea de pe urma unei astfel de unități semi-oficiale: eliminarea unor dușmani personali folosindu-se de Mișcarea legionară, pe care o va putea acuza ulterior de aceste crime și ilegalități, așa că s-a grăbit să-i dea mână liberă: „Aveți toată latitudinea, dublați toate elementele de la Siguranță, de la Poliție, dublați cu legionari, să poarte cămașă albastră, verde, n-am nimic de spus, dar să facă parte din aparatul oficial”. În privința Siguranței, Antonescu trișa, deoarece după ce l-a arestat pe Mihail Moruzov a numit la conducerea Serviciului Special de Informații - SSI un funcționar de încredere și anti-legionar, Eugen Cristescu.

#### Dinamica masacrului
Cu ocazia reînhumării, cu funeralii naționale, a lui Codreanu, Sima a ordonat arestarea unui număr de foști fruntași politici și înalți funcționari de stat incomozi, „carliști”, sau care ar fi avut vreo legătură cu uciderea „Căpitanului” Codreanu și i-a internat la penitenciarul Jilava.
Penitenciarul Jilava se afla în custodie legionară, fapt care periclita viața arestaților. Tribunalul București s-a simțit obligat să intervină și, sub pretextul colectării de mărturii pentru pregătirea proceselor, a dispus transferarea unora dintre arestați la alte închisori. În noua sa poziție Zăvoianu - care și-a folosit toată energia pentru arestarea și torturarea anti-legionarilor din perioada carlistă - a considerat că ordinul vine de la Antonescu, care și-ar fi schimbat părerea și a refuzat să execute directivele Tribunalului care, la 26 noiembrie 1940 a cerut ajutorul armatei pentru a executa transferul arestaților. Zăvoianu a aflat că este pe cale să fie neutralizat și a decis să acționeze de urgență. În noaptea de 26 spre 27 noiembrie 1940, în fruntea unei grupe de legionari, s-a deplasat la penitenciarul Jilava și a declanșat măcelul.
Este de presupus că Antonescu a știut de masacrul în pregătire - Cristescu urmărea fiecare pas al Poliției legionare, având informatori la toate nivelele - dar a preferat să nu intervină, pentru a se putea folosi de ocazia de a se debarasa de o serie de oponenți, concurenți și inamici personali, ca generalii  Gheorghe Argeșanu, Ion Bengliu, Gabriel Marinescu, fostul ministru de justiție Victor Iamandi și Mihail Moruzov cu adjunctul său, Niky Ștefănescu, care dețineau un dosar cu documente compromițătoare despre Conducător, etc. Cine i-a putut fi util, ca fostul prim-ministru Ion Gigurtu, considerat de Antonescu însuși trădător, dar cu relații la Berlin ce puteau fi, eventual, folosite, au scăpat. Au mai scăpat și deținuții comuniști care fuseseră comasați la subsolul închisorii.
În noaptea respectivă se găseau arestați la Jilava 65 deținuți, politicieni și ofițeri superiori ai armatei și poliției, sub acuzarea de complicitate la arestarea și executarea lui Codreanu, 28 în arest preventiv, cu mandat de arestare și 37 adunați de Poliția legionară fără mandat de arestare, în special, polițiști și jandarmi. Plutonierul de jandarmi Petre Tudor a fost arestat de legionari și asasinat datorită coincidenții de nume cu unul dintre asasinii lui Codreanu.
Dintre cei 65 de arestați au fost asasinați 64. Printre cei 28 de deținuți în arest preventiv (cu mandat de arestare) se numără:
- Generalul Gheorghe Argeșanu, fost ministru al Apărării Naționale, fost prim ministru;
- Victor Iamandi, fost ministru de justiție;
- Generalul de Poliție Gabriel Marinescu, fost prefect al Poliției Capitalei (1930-1937), subsecretar de stat la Interne (1937), ministru de interne (1939) și ministru al ordinii publice (1939);
- Generalul Ion Bengliu, comandant al Jandarmeriei Române (1938-1940);
- Mihail Moruzov, șeful Serviciului Secret de Informații al Armatei și adjunctul său,
- Niky Ștefănescu, adjunctul lui Moruzov;
- Colonel magistrat Vasile Zeicu;
- Maior Iosif Dinulescu;
- Aristide Macovei, ș.a.

## Procesul
Prin decretul nr. 314 din 14 ianuarie 1941 a fost abrogată denumirea de „Stat Național-Legionar”. Rebeliunea legionară declanșată la 21 ianuarie 1941 a fost înăbușită de armată, la ordinele lui Antonescu, la 23 ianuarie 1941.
La 9 iulie 1941, Curtea Marțială a Comandamentului Militar al Capitalei, sub președinția prim-președintelui, colonel-magistrat Vasile Gelep, secondat de locotenent-colonel-magistrat dr. Alexandru Iancu Petrescu, căpitan-magistrat (rez.) Cezar Popescu și căpitan de jandarmerie Ion Căproiu,  începea „dezbaterile în procesul privind asasinatele săvârșite la Închisoarea Militară Jilava în noaptea de 26/27 noiembrie 1940 (...) și a acuzațiilor pentru crimele din aceeași noapte de la Prefectura Poliției Capitalei, de la Strejnic - județul Prahova și din pădurea Balota-Vlăsia, învinuiți de sechestrarea și de asasinarea profesorilor Nicolae Iorga și Virgil Madgearu și a unor polițiști”.
Găsit vinovat, Ștefan Zăvoianu a fost degradat, i s-a retras Ordinul Mihai Viteazul și apanajele ascendente, a fost condamnat la moarte și executat la 28 iulie 1941, la Jilava.

## Film despre masacru
Filmul Un comisar acuză, regizat de Sergiu Nicolaescu în 1973, a fost inspirat din evenimentele Masacrului de la Jilava. Eroul principal, comisarul de poliție Tudor Moldovan este însărcinat să ancheteze un masacru foarte similar cu cel de la Jilava. Numele persoanelor și locurilor sunt însă schimbate — de exemplu, închisoarea Jilava este numită „Viraga”. Filmul aparține «curentului realist-socialist» iar faptele istorice sunt adaptate punctului de vedere al istoriografiei comuniste.